# Andrés Silva
Andrés Byron Silva Lemos, né le 27 mars 1986 à Tacuarembó, est un athlète uruguayen, spécialiste notamment des épreuves combinées, du 400 mètres et du 400 mètres haies. Il mesure 1,80 m pour 76 kg.

## Carrière
Andrés Silva a été champion national cadet en 2002 (110 m haies et octathlon), champion sud-américain cadet (octathlon), champion sud-américain moins de 23 ans (400 m en 2004 ; 400 m et 400 m haies en 2006) ; champion panaméricain junior (2005, décathlon) et sacré « Meilleur athlète » en 2003, 2004 et 2005.
À Berlin, lors des séries des Championnats du monde de 2009, il bat le record national sur 400 m haies, en 49 s 51, et se qualifie pour les demi-finales où il bat une seconde fois ce record en 49 s 34.
Lors des championnats d'Amérique du Sud 2011, il remporte le 400 m haies en 49 s 94.
Il remporte le titre du 400 m haies lors des Championnats ibéro-américains à São Paulo en portant son record national à 48 s 65 le 2 août 2014.
En juin 2015, il redevient champion sud-américain devant Hederson Estefani 49 s 54, mais est déchu de son titre après un contrôle antidopage positif.
Le 23 juin 2016, il court en 49 s 25 lors du meeting de Madrid, temps qui lui donne le minima pour les Jeux olympiques de Rio.

## Meilleures performances
- 100 m : 10 s 56 (0,60) San Carlos, Uruguay, 8 avril 2005
- 200 m : 20 s 80 (-0.3) Montevideo, 2 avril 2006
- 400 m : 45 s 02 Fortaleza, 17 mai 2006
- 800 m : 1 min 50 s 98 Santiago du Chili, 26 avril 2003
- 1 000 m : 2 min 35 s 91 Sherbrooke, 11 juillet 2003
- 1 500 m : 4 min 14 s 85 Rosario, 5 juin 2005
- 110 m haies : 14 s 93 (-0.20) Montevideo, 18 avril 2004
- 110 m haies (91,4 cm) : 13 s 74 (1,6) Sherbrooke, 11 juillet 2003
- 400 m haies : 49 s 34 Berlin, 2009
- Hauteur : 1,91 m Rosario, 4 juin 2005
- Perche : 4,45 m Rosario, 9 octobre 2004
- Longueur : 7,57 m -0.90 Cochabamba, 4 juin 2006
- Poids (6 kg) : 13,39 m Windsor, Canada, 29 juillet 2005
- Poids (5 kg) : 14,76 m Sherbrooke, 10 juillet 2003
- Disque (1,750 kg) : 37,44 m Windsor, Canada, 30 juillet 2005
- Javelot : 52,02 m Windsor, Canada, 30 juillet 2005
- Javelot (700 g) : 43,58 m Sherbrooke, 11 juillet 2003
- Octathlon : 6 456 Sherbrooke, 11 juillet 2003
- Décathlon J-110 m H 1 067 m : 7 641 Windsor, Canada, 30 juillet 2005

## Palmarès
| Date | Compétition                    | Lieu                 | Résultat | Épreuve     | Temps   |
| ---- | ------------------------------ | -------------------- | -------- | ----------- | ------- |
| 2005 | Championnats d'Amérique du Sud | Cali                 | 1er      | 400 m       | 45 s 38 |
| 2006 | Championnats ibéro-américains  | Ponce                | 1er      | 400 m       | 45 s 35 |
| 2007 | Championnats d'Amérique du Sud | São Paulo            | 1er      | 400 m       | 45 s 89 |
| 2009 | Championnats d'Amérique du Sud | Lima                 | 1er      | 400 m       | 46 s 06 |
| 2009 | Championnats d'Amérique du Sud | Lima                 | 1er      | 400 m haies | 50 s 28 |
| 2010 | Championnats ibéro-américains  | San Fernando         | 2e       | 400 m haies | 49 s 58 |
| 2011 | Championnats d'Amérique du Sud | Buenos Aires         | 1er      | 400 m haies | 49 s 94 |
| 2013 | Championnats d'Amérique du Sud | Carthagène des Indes | 2e       | 400 m haies | 50 s 52 |
| 2014 | Jeux sud-américains            | Santiago             | 1er      | 400 m haies | 49 s 57 |
| 2014 | Championnats ibéro-américains  | São Paulo            | 1er      | 400 m haies | 48 s 65 |
| 2015 | Championnats d'Amérique du Sud | Lima                 | DSQ      | 400 m haies |         |
| 2016 | Championnats ibéro-américains  | Rio de Janeiro       | 1er      | 400 m haies | 49 s 48 |
| 2021 | Championnats d'Amérique du Sud | Guayaquil            | 3e       | 400 m haies | 51 s 42 |

## Records
| Épreuve          | Performance  | Lieu      | Date        |
| ---------------- | ------------ | --------- | ----------- |
| 400 mètres haies | 48 s 65 (NR) | São Paulo | 2 août 2014 |
| 400 mètres       | 45 s 02 (NR) | Fortaleza | 17 mai 2006 |